# Donát Tamás
Donát Tamás (Veszprém, 1958. május 15. –) újságíró,  1976. szeptember 1. óta megszakítás nélkül az írott és elektronikus média munkatársa.

## Tanulmányai
Szilágyi Erzsébet Általános Iskola, Veszprém
Lovassy László Gimnázium (1976) Veszprém
Magyar Újságírók Országos Szövetsége (MUOSZ) Újságíró Iskola (1984)

## Munkahelyei
A Veszprém Megyei Napló újságírója (1976–1989)
Alapító tagja a REGE  független megyei hetilapnak, amelynek sportrovat vezetője (1989)
Alapító tagja a Veszprém Városi Hetilapnak (1990)
Alapító tagja a Veszprém Televíziónak, amelynek 1990-től munkatársa.
Tizenegy évig a Veszprém Televízió hírműsorainak, közéleti magazinjainak felelős adás-szerkesztő, műsorvezetője. Az országos és veszprémi közélet képviselőinek megszólaltatója.Vendégei között voltak a sporton kívül a politika, gazdaság, kultúra, egészségügy, oktatás, a hazai könnyűzenei élet jeles reprezentánsai. Több, Veszprém Televíziós sportprodukciónak szerkesztője, műsorvezetője, a veszprémi férfi kézilabda csapatának félezer mérkőzésének közvetítője, adás készítések menedzsere. Több, mint három évtizede, heti rendszerességgel készíti hétfő esti Sporthíradóit, stúdió beszélgetésekkel.

## Könyvei
Tizenhét sport témájú könyv szerzője, társszerzője, szerkesztője, kiadója.
Megszerkeszti, megírja a Veszprém Megye Olimpikonjai Athéntól – Athénig című kötetet (2004) és a Veszprém olimpikonjai könyvet (2021). Társszerzője a Darcsi Istvánnal és Baróti Judittal írt, második kiadást is megélt, román nyelven is megjelent, Marian Cozmáról szóló kötetnek, valamint a „Két választás között” című, a veszprémi önkormányzat négy éves (2006-2010) (2010-2014) munkáját bemutató kiadványnak.
1. Donát Tamás: Két évtizede az NBI-ben Szép volt lányok! Gyerek fejjel volt szerencsém szinte minden nap látni a Tóth-Harsányi testvérek fémjelezte csapat tagjait edzeni, ezért szinte törvényszerű volt, hogy ennek a nagy múltú csapatnak az addigi történetét dolgoztam fel először.[2]
2. Donát Tamás: ÉRMEK és árnyak Az első bajnoki cím megnyerése után fogalmazódott meg ennek a könyvnek a tartalma, ki gondolta volna akkor, hogy ilyen messzire jut az MKB Veszprém KC és annak jogelődjei.[2]
3. Donát Tamás - Varga Lajos: Bányász-dosszié Hatvan év futballtörténete, Várpalota 1927-1987.   Az előző két könyvnek köszönhetően érkezett a megkeresés Várpalotáról, hogy dolgozzuk fel a város futball sportjának történetét.[2]
4. Donát Tamás: Sportré '94 A Veszprém TV beszélgetős műsorának könyv változata, amelyben fantasztikus sportolók, sportvezetők szólaltak meg. Sajnálom, hogy a könyv zárta miatt kimaradt a kötetből a Mészöly Kálmánnal és Kaló Sándorral készített interjú.[2]
5. Donát Tamás: 25 év aranyban A BL-döntőt játszó Fotex KC Veszprém további történetét írtuk meg, ez egy igazi képes történelemkönyv, amely mindig bővíthető.[2]
6. Donát Tamás: Éles-kanyar Karriertörténet. A klub történetének egyik legjobb, legsikeresebb játékosának életpályája, amelyet kettétört az autóbalesete.[2]
7. Donát Tamás: Veszprém megye olimpikonjai Athéntól Athénig. Erre vagyok a legbüszkébb, hiszen az ötkarikás játékok megyei sportolóit gyűjti össze, amely történet szintén tovább írható.[2]
8. Donát Tamás: Csoki-papíron Karriertörténet. A klubban legtöbb mérkőzést játszó, igazi gladiátoráról szól a könyv. Kimagasló emberi tulajdonságai, sportemberi kvalitásai a legmesszebb repítették, hiszen ma ő a férfi kézilabda válogatott szövetségi kapitánya.[2]
9. Darcsi István - Donát Tamás: Zovko Karriertörténet. Egy edző, aki külföldiként hét évig dolgozott a veszprémi kézilabdázóknál, szakmai munkája a szemünk előtt zajlott, de addigi életéről szinte semmit nem tudtunk, pedig ő is olimpiai bajnok sportoló volt.[2]
10. Darcsi István - Donát Tamás: Mocsai titkai Karriertörténet. Magyarország vitathatatlanul legsikeresebb, legeredményesebb edzője, aki olimpiai és világbajnoki döntőt is játszott csapatával, ahova rendkívül nehéz eljutni.[2]
11. Csik Ferenc - Donát Tamás: Akikért tízezrek szurkoltak! Miért estünk ki? Öt év a labdarúgó NB I-ben Öt évig szerepelt a labdarúgó NB I-ben a veszprémi futballcsapat, a városban igazi futball láz volt akkor. Vajon mi volt az oka annak, hogy eltűnt az első osztályú foci Veszprémből?[2]
12. Székely Dénes - Donát Tamás: A koronglövészet Balatonfűzfőn (1968 - 2008) Csak kevesen tudják, hogy ennek a klasszikus sportágnak a múltját és a jelenét is a fűzfői sportolók jelentik leginkább. A klubnak olimpikonjai is voltak, és talán lesznek is.[2]
13. Baróti Judit - Darcsi István - Donát Tamás: Semmit isten nélkül Marian Cozma emlékére A legszomorúbb történet, amit nem lehetett tervezni, de fontos, hogy elkészült, mert sok mindenre figyelmeztet. Talán jelent valamit, hogy ez volt a 13. könyv.[2]
14. Darcsi István - Donát Tamás: Nyitás - Fogadás Büszke vagyok arra, hogy Darcsi Istvánnal rekord idő alatt – másfél hónap – sikerült megcsinálnunk ezt a sporttörténetinek számító kötetet, megvalósítva ezzel Háli József és a röplabdás család régi tervét.[2]
15. Donát Tamás: Újratervezés Óriási élmény volt újra találkozni és beszélgetni azokkal, akiket az elmúlt negyven évben megismerhettem, mert megkérdezhettem tőlük azt is, hogy mi történt velük pályafutásuk után. Erről szól az Újratervezés![2]
16. Donát Tamás: Győzelemre született Hajnal Csaba a magyar kézilabdázás férfi szakágának legsikeresebb, legeredményesebb klubvezetője, akinek nevéhez 61 veszprémi aranyérem fűződik. Nem csak egyesületi, de válogatott szinten is eredményesen dolgozott a szövetség elnökségi tagjaként. Ez a kötet bemutatja életművét, az “Építőket”, azt az Európa-hírű egyesületet, amit 39 év és 2 hónapig vezetett, amikor méltatlanul elküldték. Ezt a történetet kötelező volt megírni.[2]
17. Donát Tamás: Ötkarikás emlékek Veszprém város olimpikonjai Montreáltól (1976) Tokióig (2021) Ez a kötet méltó folytatása a Veszprém megye olimpikonjai gyűjteményes kiadásának! Ebben a könyvben a királynék városának legsikeresebb sportolói vallanak ötkarikás élményeikről.[2]

## Dokumentumfilmjei
1996-2016 között a veszprémi férfi kézilabdacsapat, a Telekom Veszprém KC sajtóreferense. Négy férfi és két női kézilabda klubfilm (Aranykezűek, Ünnep, Nagy Találkozás 1., Nagy Találkozás 2.) szerkesztő-riportere.
Ünnep – A veszprémi férfi kézilabda első 25 éve. https://www.youtube.com/watch?v=N051cTh1SvQ&ab_channel=VESZPR%C3%89MHANDBALLTV
Nagy Találkozás https://www.facebook.com/watch/?v=242766420130199
Bajnok csapat '88 https://www.facebook.com/finta.peter/posts/pfbid0ux44j3cDjfvaXqZ66C3a5BN5joBWPTsGABCvaMKzdCmajY4HeiEaDfgkNfFbwDsjl

## Sportközvetítései
Mintegy ezer veszprémi kézilabda-, futball-, futsal-, kosárlabda-, röplabdamérkőzés kommentátora.
Másfél évtizedig a Nemzeti Sport tudósítója, 1996-2014 között megyei vezető tudósítója. Munkásságát a Nemzeti Sport aranygyűrűvel jutalmazta.

## Elismerései
- 1988-ban Veszprém Megyéért arany fokozat
- 1994-ben az egyik legrangosabb magyar sportkitüntetést, az Esterházy Miksa díjat kapta
- Helyi sajtó és Pro Meritis-díjas
- Kétszer jelölték helyi Prima-díjra.
- 2023-ban vehette át Magyar ismeretterjesztés és média kategóriában a Veszprém vármegyei Prima Díjat